# Araneus diversicolor
Araneus diversicolor este o specie de păianjeni din genul Araneus, familia Araneidae. A fost descrisă pentru prima dată de Rainbow, 1893.
Este endemică în New South Wales. Conform Catalogue of Life specia Araneus diversicolor nu are subspecii cunoscute.